# Verbandsgemeinde Saarburg-Kell
La comunità amministrativa di Saarburg-Kell (Verbandsgemeinde Saarburg-Kell) si trova nel circondario di Treviri-Saarburg nella Renania-Palatinato, in Germania. È stata fondata il primo gennaio 2019 dopo la fusione delle comunità amministrative di Saarburg e Kell am See.

## Comuni
Fanno parte della comunità amministrativa i seguenti comuni:
| Comune, città    | Sup. (km²) | Abitanti |
| ---------------- | ---------- | -------- |
| Ayl              | 7,58       | 1 537    |
| Baldringen       | 1,76       | 268      |
| Fisch            | 6,88       | 415      |
| Freudenburg      | 11,00      | 1 830    |
| Greimerath       | 12,12      | 949      |
| Heddert          | 4,90       | 273      |
| Hentern          | 6,15       | 391      |
| Irsch            | 15,21      | 1 545    |
| Kastel-Staadt    | 5,23       | 430      |
| Kell am See      | 28,26      | 2 007    |
| Kirf             | 19,15      | 813      |
| Lampaden         | 8,16       | 548      |
| Mandern          | 23,96      | 841      |
| Mannebach        | 6,02       | 330      |
| Merzkirchen      | 18,21      | 827      |
| Ockfen           | 2,46       | 594      |
| Palzem           | 21,30      | 1 539    |
| Paschel          | 4,30       | 236      |
| Saarburg, città  | 20,36      | 7 509    |
| Schillingen      | 19,58      | 1 192    |
| Schoden          | 5,14       | 679      |
| Schömerich       | 2,46       | 128      |
| Serrig           | 17,63      | 1 666    |
| Taben-Rodt       | 16,16      | 812      |
| Trassem          | 7,53       | 1 119    |
| Vierherrenborn   | 8,57       | 184      |
| Waldweiler       | 11,08      | 851      |
| Wincheringen     | 18,72      | 2 432    |
| Zerf             | 28,87      | 1 593    |
| VG Saarburg-Kell | 359,85     | 33 538   |

(Abitanti al 31 dicembre 2021)